# Aero Contractors
Aero Contractors Ltd. är ett amerikanskt privat flygbolag som transporterar gods och passagerare åt klienter världen över. Företaget grundades 1978 eller 1979 av Jim Rhyne som tidigare var anställd hos det amerikanska underrättelsetjänsten Central Intelligence Agency (CIA) och var en av chefspiloterna för deras frontorganisation Air America. De har sitt huvudkontor vid den lokala flygplatsen Johnston County Airport i Smithfield i North Carolina.
2005 kom Aero i blickfånget när New York Times hävdade att flygföretaget var inte vad det gav sken om utan var CIA:s egna flygföretag som bestod underrättelsetjänsten med flygplan och piloter, där de bland annat hjälpte till vid extraordinära överlämnaden. De transporterade misstänkta terrorister till hemliga CIA-fängelser och förhörsanläggningar i Afghanistan (Salt Pit), Egypten, Irak och Uzbekistan, i syfte att kunna förhöra dessa personer via bland annat tortyr. Ett år tidigare stod Aero med piloter och en annan frontorganisation Premier Executive Transport Services med flygplan när CIA transporterade den tyska medborgaren Khalid El-Masri från Makedonien till Afghanistan, via Irak. CIA höll honom fängslad i fyra månader i deras hemliga förhörsanläggning Detention Site Cobalt med kodnamnet The Salt Pit, norr om huvudstaden Kabul, innan han blev i maj transporterad tillbaka till Europa på direkt order av den dåvarande nationella säkerhetsrådgivaren Condoleezza Rice när det framkom att CIA visste en tid innan att El-Masri inte var den person de egentligen var ute efter.
New York Times rapporterade samtidigt om att företaget hade varit delaktiga i bland annat:
- 2001 hade de flugit till Afghanistan och släppt av CIA-anställda paramilitärer.[9]
- Aero hade 2002 transporterat statsanställda från Washington Dulles International Airport till Pakistan, precis efter bombattacken mot USA:s konsulat i huvudstaden Karachi.
- De hade flugit mellan Libyen och Guantánamobasen på Kuba, dagen före en USA-tillfångatagen terroristmisstänkt hävdade att han hade blivit förhörd av libyska underrättelseagenter året innan.